# (34861) 2001 TY77
2001 TY77 (asteroide 34861) é um asteroide da cintura principal. Possui uma excentricidade de 0.07290800 e uma inclinação de 9.59093º.
Este asteroide foi descoberto no dia 13 de outubro de 2001 por LINEAR em Socorro.